# Осколочно-фугасный снаряд

Схема осколочно-фугасного снаряда

Осколочно-фугасный снаряд (ОФС) — артиллерийский боеприпас основного назначения, совмещающий осколочное и фугасное действие. Предназначенный для поражения  живой силы противника, укреплений, уничтожения легкобронированной техники, разрушения зданий,  фортификационных сооружений, проделывания проходов в минных полях и т. п.
При попадании в броню не передает кинетическую энергию, а взрывается, нанося поверхностные повреждения (разбрасывает осколки с огромной скоростью, дополнительно нанося повреждения бронетехнике, контузит, ранит или убивает экипаж и сопровождающую технику пехоту), выводя из строя траки (гусеницы), повреждая триплекс — приборы наблюдения, производит повреждения брони, прогибы и микротрещины
Используется для обстрела места предполагаемой атаки, для облегчения прорыва обороны противника атакующими танковыми и мотопехотными подразделениями. Среди всех боеприпасов наиболее взрывоопасен.
Как танковый боеприпас входит в основной боекомплект танков Т-64/72/80/84У/Т-90 и обычно в боеукладке составляет до 50 % от общего числа снарядов.
Также используется в авиапушках, орудиях, как самоходных так и буксируемых, а также в виде других видов боеприпасов совмещающих осколочное и фугасное действие.

## Конструкция
Конструктивно осколочно-фугасный снаряд представляет собой металлическую цилиндрическую толстостенную капсулу, наполненную высокобризантным взрывчатым веществом. В головной части снаряда расположен взрыватель, включающий в себя систему управления подрывом и детонатор.
В качестве основного взрывчатого вещества обычно используется тротил или его пассивированный (парафином или другими веществами) для снижения чувствительности к детонации вариант.
Для обеспечения высокой твёрдости осколков корпус снаряда изготавливают из высокоуглеродистой стали или сталистого чугуна. Часто для образования более однородного осколочного поля на внутреннюю поверхность капсулы снаряда наносят насечки или канавки. Применение готовых поражающих элементов для осколочно-фугасных снарядов нехарактерно.
Для стабилизации в полёте могут использоваться либо ведущие пояски на поверхности (для нарезных пушек), либо оперение в хвостовой части снаряда (для гладкоствольных пушек)

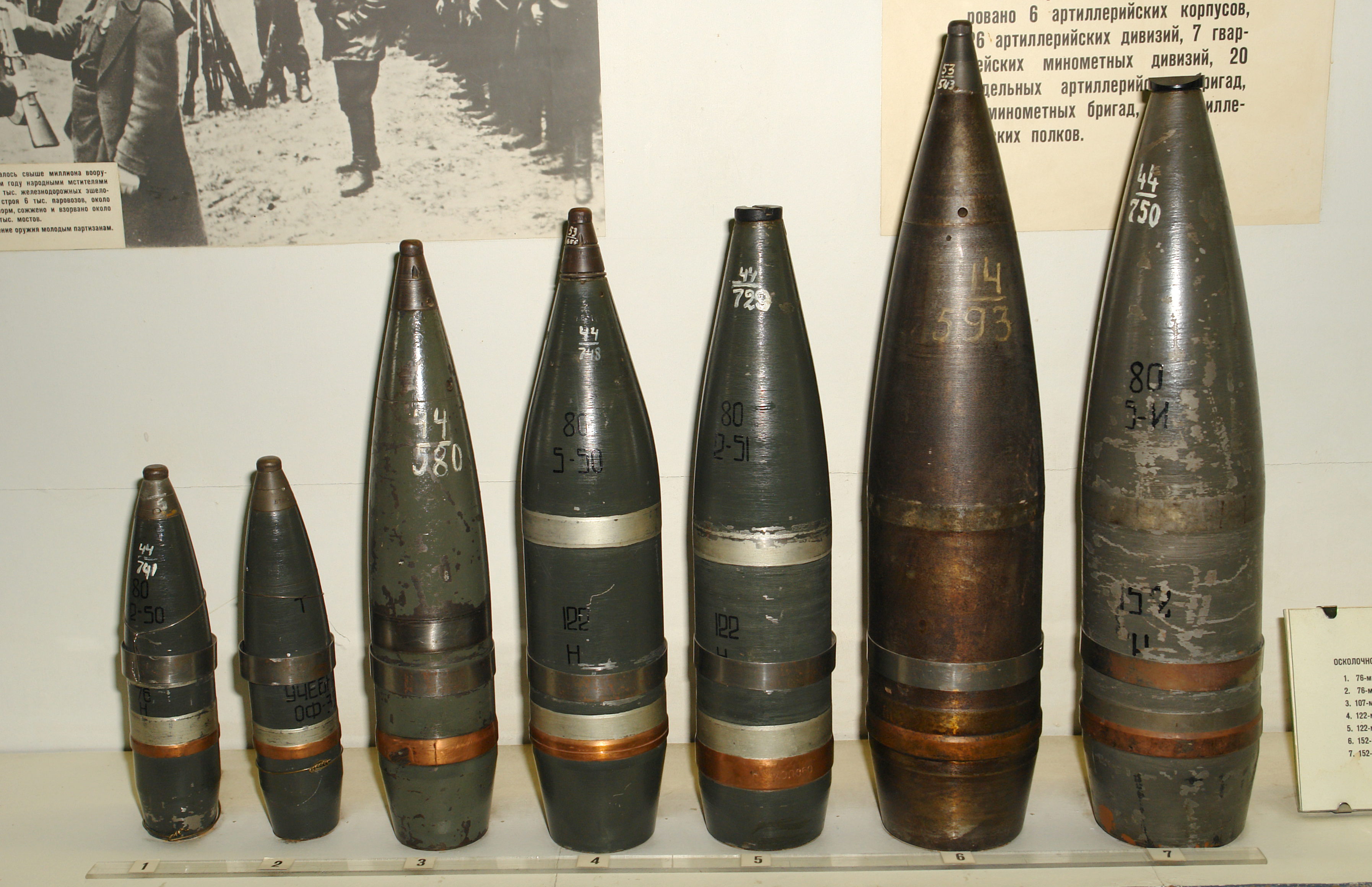
Различные советские осколочно-фугасные дальнобойные снаряды калибром от 76 до 152 мм

## Взрыватель
Долгое время единственным используемым взрывателем являлся ударный взрыватель, срабатывавший при попадании снаряда в цель.
Ударные взрыватели наиболее просты и надёжны. Большинство взрывателей этого типа возможно выставить на контактный или замедленный режим. В первом случае взрыв происходит при первом касании о препятствие и предназначен для поражения объектов вокруг преграды. Во втором случае снаряд заглубляется в цель и только там происходит детонация — это позволяет эффективно разрушать фортификационные сооружения и здания.
Однако, данный тип взрывателей имеет существенный недостаток — при падении в вязкую среду снаряд может либо вообще не взорваться (с чем связано большое количество неразорвавшихся снарядов на местах бывших боевых действий), либо взорваться слишком поздно, при значительном углублении в среду — камуфлет. Поражающий эффект при этом очень мал.
Значительным шагом вперёд стала разработка дистанционных взрывателей. Данные взрыватели подрывают боеприпас на определённом удалении от пушки, тем самым обеспечивая принципиально новые возможности применения ОФС. Наиболее значительными являются возможности уничтожения вертолётов из танковых пушек, возможность вести огонь на большую дальность по очень крутым траекториям, а также возможность уничтожения скоплений живой силы противника на открытой местности.
Российские танки Т-80УК и Т-90 оборудуются системой «Айнет», обеспечивающей подрыв ОФС в заданной точке траектории. Установка взрывателя проводится в автоматическом режиме, от наводчика требуется лишь замерить дальность лазерным дальномером. Практика показывает, что расход снарядов на каждую цель при этом уменьшается примерно вдвое.

## Оценка снаряда
Ценность осколочно-фугасных снарядов для артиллерийских орудий подтверждается массовостью их использования на протяжении всей истории артиллерии. Несмотря на то, что фугасное действие ОФС меньше, чем у специализированного фугасного, а осколочное — меньше чем у осколочного снаряда, сочетание этих двух факторов поражения обеспечивает наиболее надёжное поражение всех типов целей.

### Достоинства
Основным достоинством осколочно-фугасного снаряда является его универсальность. Данный тип снарядов возможно эффективно использовать против подавляющего большинства целей.
Также к достоинствам можно отнести меньшую стоимость, чем у бронебойных и кумулятивных снарядов того же калибра, что снижает затраты на обеспечение боевых действий и учебных стрельб.
При прямом попадании в уязвимые зоны современного танка (люки башни, радиатор моторного отделения, вышибные экраны кормовой боеукладки и т. д.) ОФС может вывести его из строя. Также ударной волной и осколками, с большой долей вероятности, выводятся из строя приборы наблюдения, связи, вынесенное за броневой объём вооружение, прочие комплексы, устанавливаемые в большом количестве на современную бронетехнику.

### Недостатки
Основным недостатком осколочно-фугасного снаряда является его малая бронепробиваемость. Современные танки с точки зрения пробития брони и поражения экипажа практически неуязвимы для осколочно-фугасных снарядов большинства используемых калибров из-за использования комбинированной ,более вязкой брони. Тем не менее, крупнокалиберные ОФС до сих пор остаются эффективными против легкобронированной техники.